# Евстати Бурнаски
Евстати Стоилов Бурнаски е български поет.

## Биография
Роден в пернишкото село Муртинци на 21 октомври 1922 г.
Живее и учи последователно в Брезник и Перник. През 1934 г. семейството му се премества в София и там завършва 7-а мъжка гимназия „Черноризец Храбър“. През 1947 г. завършва ветеринарна медицина в Софийския университет. След завършването си започва работа като участъков ветеринарен лекар в село Мировци, Новопазарска околия. Година по-късно обаче е мобилизиран в армията и остава на задължителна военна служба 10 години.
В началото на 1950-те години случайно се отбива в редакцията на „Български воин“ – литературно и публицистично списание. Там се запознава с поетите Ламар и Младен Исаев. Предлага им 2 свои стихотворения и, след като са одобрени, са публикувани. През 1957 г. излиза първата му стихосбирка „Песни по пътя“.
Премества се в литературната редакция на Военното издателство. В продължение на 10 години е редактор и завеждащ редакция „Поезия“, а след това е назначен в Групата на писателите към Министерството на отбраната. През 1967 г. е приет за член в Съюза на българските писатели. Дълги години наред е председател на дружеството на писателите в Перник.
Евстати Бурнаски умира на 31 юли 2015 г. на 92 години.

## Произведения
Автор е на над 30 стихосбирки като:
- „Обич“,
- „Лирика“,
- „Бреговете са стръмни“
- „Стенопис от куршуми“,
- „Събудени очи“,
- „Шеста алея“,
- „Кипарисова сянка“,
- „Стихове за Доли“,
- „Между два сезона“,
- „Из дневника на моите нощи“
- „Вик на тишината“
- „Гореща слана“
- „Спасени истини“,
- „Безкрайност“ (избрано)
- „Рецитал пред ангели“
- „Вечерни теменуги“
- „Внезапни признания“,
- „Окована нежност“,
- „До следващия ден“,
- „Билет за надежда“,
- „Свята блудница“.

Други
- „Личности и коне“ – автобиографична повест
- „Подземният вятър“ – роман в стихове
- „Любовта на лейтенанта“ – поема

Негови стихове са включени като песни в репертоара на Емил Димитров и на ФСБ.
През 2010 г. издава и първия си роман „Чудовището и малката изкусителка“

## Награди
Носител е на десетки литературни награди и държавни отличия, сред които и наградата „Георги Братанов“ за 2005 г. с „Рецитал пред ангели“. Превеждан е на много езици.
Почетен гражданин е на няколко български града. Присъдено му е звание „Заслужил деятел на културата“. През 1997 г. е удостоен със Златна диплома от Ветеринарномедицинския факултет на Тракийския университет в Стара Загора.
По случай 100-годишнината на Съюза на българските писатели през 2014 г. е удостоен с медал „Иван Вазов“.
Евстати Бурнаски умира на 31 юли 2015 г. на 92 години.